# Survivor Series (2007)
Survivor Series 2007 fue la vigésima primera edición de Survivor Series, un evento pago por visión de lucha libre profesional producido por la World Wrestling Entertainment. Tuvo lugar el 18 de noviembre de 2007, desde el AmericanAirlines Arena en Miami, Florida.
El tema oficial fue "Tick tick boom (The Black and White Album)", de The Hives. 

## Resultados
- CM Punk derrotó a The Miz y John Morrison, reteniendo el Campeonato de la ECW (7:56)
  - CM Punk cubrió a The Miz después de un "Go To Sleep".
- Mickie James, Maria, Torrie Wilson, Michelle McCool & Kelly Kelly derrotaron a Beth Phoenix, Jillian Hall, Layla, Melina & Victoria (4:38)
  - Mickie cubrió a Melina después de un "Long Kiss Goodnight".
- Lance Cade & Trevor Murdoch derrotaron a Hardcore Holly & Cody Rhodes reteniendo el Campeonato Mundial por Parejas (7:56)
  - Murdoch cubrió a Rhodes después de un "Ace of Spades".
- (4 on 5) Tradicional Elimination Survivor Series Match: Team Triple H (Triple H, Jeff Hardy, Rey Mysterio & Kane) derrotó a Team Umaga (Umaga, Mr. Kennedy, Finlay, Big Daddy V & Montel Vontavious Porter) (22:16)
  - Matt Hardy debió haber participado en el Team Triple H, pero fue retirado por lesión legítima.

| N.º de eliminación | Luchador                              | Equipo                                | Eliminado por                         | Técnica de eliminación                                        | Tiempo                                |
| ------------------ | ------------------------------------- | ------------------------------------- | ------------------------------------- | ------------------------------------------------------------- | ------------------------------------- |
| 1                  | Kane                                  | Team Triple H                         | Big Daddy V                           | "Big Daddy V Drop"                                            | 05:25                                 |
| 2                  | Rey Mysterio                          | Team Triple H                         | Umaga                                 | "Samoan Spike"                                                | 09:14                                 |
| 3                  | MVP                                   | Team Umaga                            | Jeff Hardy                            | "Twist of Fate"                                               | 12:49                                 |
| 4                  | Mr. Kennedy                           | Team Umaga                            | Triple H                              | "Spinebuster" seguido de un "Big Daddy V Drop" de Big Daddy V | 14:20                                 |
| 5                  | Big Daddy V                           | Team Umaga                            | Triple H                              | "Double spike DDT" con Jeff                                   | 15:24                                 |
| 6                  | Finlay                                | Team Umaga                            | Triple H                              | "Pedigree" revertido de un "Celtic Cross"                     | 21:14                                 |
| 7                  | Umaga                                 | Team Umaga                            | Jeff Hardy                            | "Pedigree" de Triple H y "Swanton Bomb" de Jeff Hardy         | 22:16                                 |
| Supervivientes     | Triple H y Jeff Hardy (Team Triple H) | Triple H y Jeff Hardy (Team Triple H) | Triple H y Jeff Hardy (Team Triple H) | Triple H y Jeff Hardy (Team Triple H)                         | Triple H y Jeff Hardy (Team Triple H) |
- The Great Khali (con Ranjin Singh) derrotó a Hornswoggle (con Vince McMahon y Shane McMahon) por descalificación (3:16)
  - Finlay intervino atacando a Khali con el Shillelagh.
  - Durante la lucha, Hornswoggle atacó a Ranjin Singh.
- Randy Orton derrotó a Shawn Michaels reteniendo el Campeonato de la WWE (17:47)
  - Orton cubrió a Michaels después de un "RKO" luego de que Michaels se detuviera de aplicar una "Sweet Chin Music".
  - Después de la lucha, Orton intento atacar a Michaels pero Michaels le aplicó una "Sweet Chin Music" a Orton.
  - Si Michaels intentaba aplicar la "Sweet Chin Music", sería descalificado y no podía luchar por el título mientras Orton fuera campeón.
  - Si Orton era descalificado, perdería el título.
- Batista derrotó a The Undertaker en un Hell in a Cell Match reteniendo el Campeonato Mundial Peso Pesado (21:23)
  - Batista cubrió a Undertaker después de un "Con-Chair-To" sobre una escalera metálica de Edge.
  - Después de la lucha, Edge atacó a Undertaker con una silla.

## Otros Roles
| - Comentaristas de RAW - Jim Ross - Jerry Lawler - Comentaristas de SmackDown! - Michael Cole - John "Bradshaw Layfield" - Comentaristas de ECW - Joey Styles - Tazz - Comentaristas en Español - Carlos Cabrera - Hugo Savinovich | - Anunciadores - Lilian García (RAW) - Justin Roberts (Smackdown!) - Tony Chimel (ECW) | - Árbitros de RAW - Mike Chioda - Jack Doan - Chad Patton - Marty Elias - Árbitros de SmackDown! - Mickie Henson - Jim Korderas - Charles Robinson - Árbitro de ECW - Scott Armstrong |